# 伊藤友里
伊藤 友里（いとう ゆり、1987年8月26日 - ）は、セント・フォース所属のタレント、キャスター、リポーター。福岡県福岡市出身。身長159cm、血液型O型。

## 来歴
父の仕事により、小学3年生から3年間をアメリカ合衆国で過ごした帰国子女。父は医師の伊藤鉄英で、福岡山王病院膵臓内科・神経内分泌腫瘍センターのセンター長を務めている。
西南学院中学校・高等学校では中学生の時にバドミントン部、高校時代に弓道部にそれぞれ所属。弓道は特技の一つとしている。高校の文化祭ではファッションショーのモデルを務めた。
立教大学文学部英文科へ進学し、在学中のタレント活動を経て卒業後、現在に至る。
2018年4月1日、一般男性と結婚。2020年3月23日に女児を出産。

## 人物
- アビスパ福岡を応援していたが、『Jリーグタイム』のキャスターに就いてからは中立な立場で担当しており、好きなチームは答えられないと回答している[4]。また同番組の前任者の山岸舞彩と親交が深い。
- 同じ事務所の高見侑里とは立教大学の同学年であり仲が良く、新井恵理那との三人で『ユリユリエリナ会』と言う女子会を頻繁に開催[5][6]。
- まめると言う名前のチワワを飼っている[7]。
- 手が器用に動く。
- コスプレが大好き。
- 結婚後、壁が打ちっぱなしのお洒落なデザイナーズ住宅に引越した。

## 出演

### 過去の出演

#### テレビ
（レギュラー番組）
- 池袋シネマ通り（としまテレビ としまチャンネル701、2006年 - 2007年） - シネ・ガールズ
- ファーストクラス（テレビ神奈川、2007年） - シドニー 役
- オビラジR（TBS、2007年4月 - 9月、2008年4月28日） - オビガールG（2008年4月28日放送分では進行）
- エンタ!SELECTION（エンタ!371、2007年6月 - 2008年3月） - ナビゲーター
- toto&JリーグTV（パーフェクト・チョイス、スカチャン!、2008年4月 - 8月） - アシスタント（WEB版では司会[8]）
- アナCAN（TBS、2008年4月 - 12月） - アナCANサポーター
- 高樹千佳子のThat's!花粉症（e-天気.net、2009年3月13日 - 4月9日） - アシスタント
- 空想科学バラエティ ロボつく（テレビ東京、2009年4月5日 - 9月20日） - ロボつく研究所 助手
- ゴゴ天・午後の天気ゴコロ（e-天気.net[9]、2009年10月1日 - 2011年6月30日） - ゴゴ天キャスター[10]
- めざましテレビ（フジテレビ、2012年4月2日 - 6月29日） - イマドキ金曜担当（イマドキガール）
- テレビスポーツ教室（NHK Eテレ） - 司会
  - 「アマチュアボクシング」（2012年5月20日・7月22日）
  - 「フラッグフットボール」（2012年9月23日）
  - 「女子サッカー」（2012年11月11日）
  - 「ダンス」（2013年4月7日）
  - 「バスケットボール」（2013年5月5日）
  - 「野球(1)(2)」（2013年9月1日、8日）
- グリーンチャンネル地方競馬中継（グリーンチャンネル、2014年4月2日 - 2017年3月30日） - 司会
- Mリーグ（ABEMA、2020年12月4日 - 2025年2月15日） - レポーター[11][12]

（NHKサッカー中継関連）
- Jリーグタイム（NHK BS1、2011年2月26日 - 2014年2月1日） - キャスター
- Jリーグ開幕スペシャル（総合テレビ、2011年3月5日） - キャスター
- BSヨーロッパサッカー特集 優勝へのカウントダウン 〜セリエＡ・プレミアリーグ終盤戦〜（BS1、2011年3月27日） - キャスター
- Jリーグスペシャル（総合テレビ、2011年5月3日） - キャスター
- 天皇杯への道 〜関東代表決定戦ハイライト〜（総合テレビ、2011年9月3日）
- ナデシコパ。世界を青く!（2011年6月、9月） - サッカー日本代表[13]・サッカー日本女子代表の国際大会[14]
- 「ナデシコパ」始まる! 〜いよいよ開幕、女子ワールドカップ＆コパアメリカ〜（BS1、2011年6月26日） - キャスター
- FIFA女子ワールドカップ ドイツ2011グループA 「ドイツ」対「カナダ」（BS1、2011年6月27日） - キャスター
- 2014 FIFAワールドカップアジア3次予選「日本」対「ウズベキスタン」（BS1、2011年9月6日） - スタジオキャスター
- サッカー男子ロンドン五輪アジア最終予選中継「日本」対「マレーシア」（BS1、2011年9月21日） - キャスター
- 2014 FIFAワールドカップ アジア3次予選「日本」対「北朝鮮」（BS1、2011年11月15日） - スタジオキャスター
- サッカー男子ロンドン五輪アジア最終予選「日本」対「バーレーン」（BS1、2011年11月22日） - キャスター
- サッカー男子ロンドン五輪アジア最終予選「日本」対「シリア」（BS1、2011年11月27日） - キャスター
- 第91回天皇杯全日本サッカー選手権ダイジェスト（BS1、2011年10月10日・11月17日・12月18日） - キャスター

（そのほかの単発番組）
- ウエンズデー J-POP（NHK BS2、2007年3月22日） - リポーター
- DOORS 2007（TBS、2007年9月23日） - ドアーズガールズ
- スーパービンゴナイト（TBS、2007年9月28日、12月29日、2008年3月31日、9月29日） - ビンゴガール
- J SPORTS ワイド（J SPORTS ESPN、2008年3月15日） - オンラインショップ商品紹介
- 科学する心 ナノテク篇（BS朝日、2008年3月29日） - リポーター
- 映画“僕の彼女はサイボーグ&アフタースクール”ナビ（TBS、2008年5月24日、29日） - アシスタント
- みのもんたの朝ズバッ!（TBS、2008年7月22日） - 赤坂サカスイベント紹介
- DOORS 2008（TBS、2008年9月21日） - ドアーズガールズ
- スイーツ甲子園（BSフジ、2008年9月21日） - リポーター
- 来た!見た!泊まった!田舎暮らし最前線（TBSテレビ、2008年12月23日） - アシスタント
- サッカー J1 第25節 鹿島アントラーズ vs 川崎フロンターレ（スカパー!、2009年10月7日） - アシスタント
- MY BEST WAY（BSテレ東 21:54〜、2020年12月29日、2021年1月5日、7月13日、7月20日）

#### ラジオ
- ゴチャ・まぜっ!（MBSラジオ、2007年2月5日） - ゲスト（渡辺由布子のミニコーナー）[15]
- ENERGY PREMIUM 〜LOVE NOTE〜（TOKYO FM 地上デジタル音声放送実用化試験 ENERGY 701、2007年12月 - 2008年3月） - パーソナリティー
- The another side of Love Note（TOKYO FM 地上デジタル音声放送実用化試験 MAGIC 702、2007年12月 - 2008年3月） - DJ[16]
- 菅下清廣のIRサプリ（ラジオNIKKEI第1、2009年10月26日 - 2010年3月29日、9月27日、12月27日） - アシスタント[17]

#### インターネット
- 週刊Music EX（BIGLOBEストリーム 音楽情報番組、2007年10月 - 2008年3月） - ナビゲーター
- ENERGY PREMIUM 〜らぶらぼ〜（EZチャンネルプラス デジタルTFMチャンネル、2007年12月 - 2008年3月） - パーソナリティー
- 革命ステーション5+25（LISMO Video オリジナル連続ドラマ、2009年7月6日 - 8月9日） - 宇高綾 役[18]
- とりあえず生中(三杯目)（ニコニコ生放送、2010年4月6日 - 10月26日） - ニュースの火曜
- LIVE 2023 獅子に翼V 」〜直前決起集会〜（みるハコ、2023年9月16日(土)17:00） [19]

#### CM
- クリック証券（テレビCM「初心者編」「乗り換え編」、2009年 - ）[20]

#### イベント
- セント・フォース presents Talk & Reading「やわらぎ 〜from me to you〜」（渋谷区文化総合センター大和田 さくらホール、2011年12月11日）
- SBI Neo festival NEXUM 2023 の動画コンテスト「THE TAKE」（2023年3月4日(金) 11:00〜） - 司会進行[21]

## 雑誌・書籍
- ViVi（講談社） - 読者モデル
- PINKY（集英社） - 読者モデル
- Ray（主婦の友社、2007年 - 2010年） - 専属読者モデル（プリンセスクラブ）
- UP to boy（ワニブックス、2008年10月号） - 「次世代のキャスターたち」
- 革命ステーション5+25（幻冬舎文庫、2009年） - 三浦有為子、企画・原案 堤幸彦
- ロボつく 夢のロボット講座（二見書房、2009年） - ロボつく製作委員会 編
- Ray特別編集　髪型チェンジで運命も変わる!　流行!おしゃれヘアカタログ500（主婦の友社、2010年） - 「人気読モのヘアチェンジSHOW!!」
- cent. Force fresh & sprout（ワニブックス、2010年） - オムニバス写真集
- 週刊プレイボーイ 2013/02/11日号（集英社、2013年1月28日発売） - 「女子アナ戦隊セイントフォース!!」
- 伊藤友里 2014年カレンダー（トライエックス）

## DVD
- ファーストクラス（MusicRay'n、2008年3月19日発売） - 同名テレビ番組をDVD化
- 革命ステーション5+25（インターフィルム、2009年11月21日レンタル開始） - 全3巻
- 警部補一代 〜劇場版TRICK 霊能力者バトルロイヤル ナビゲートDVD〜（東宝、2010年4月23日発売）

## ゲーム
- プロサッカークラブをつくろう! 6（セガ、2009年11月12日発売） - OL・秘書 役
- プロサッカークラブをつくろう! 7（セガ、2011年8月14日発売） - OL・秘書 役 （アップデートにより新たな秘書として登場）

## その他
- ar-um アールアン（女性ファッション情報サイト、2007年 - ） - ストリートスナップ
- ラックス カラーシャイン（ラックス キャンペーンサイト、2007年7月 - 12月） - 体験ボイス （リッチダークブラウン）
- 動画探偵シャーロック・ユリムズからの挑戦状（SONY、2008年3月19日 - 4月24日） - ナビゲーター[22]
- 動画探偵シャーロック・ユリムズからの挑戦状（SONY、2008年3月19日 - 4月24日） - ナビゲーター[23]
- JOYSOUNDうたスキキャンペーン（JOYSOUND、2008年） - おしゃれガールズスナップ
- BeautyPassport（コスメ通販サイト、2008年7月24日） - JAQUAファン[24]
- CARE（ヘアサロン、2009年） - ヘアモデル[25]
- ar+ アールプラス（主婦と生活社、2009年 - ） - ストリートスナップ（2009年7月、2010年2月、2010年6月）
- Yahoo! FASHION（Yahoo! JAPAN、2009年 - ） - ファッションスナップ（2009年8月、2010年6月）
- BRIGIT ブリジット（東京・原宿をメインとした街角スナップサイト、2010年） - ストリートスナップ
- 美女暦（2010年7月18日） -
- 花キューピット×セント・フォースのコラボ企画（インターネット花キューピットYouTube、2021年）